# Portlandit
Portlandit ist ein sehr selten vorkommendes Mineral aus der Mineralklasse der „Oxide und Hydroxide“ mit der chemischen Zusammensetzung Ca(OH)2 und damit chemisch gesehen Calciumhydroxid (auch gelöschter Kalk).
Portlandit kristallisiert im trigonalen Kristallsystem und entwickelt meist farblose bis grünlichweiße, faserige, pulvrige bis massige Mineral-Aggregate, aber auch hexagonale, tafelige Kristalle bis etwa 6 cm Größe.

## Etymologie und Geschichte
Erstmals gefunden wurde Portlandit 1933 Scawt Hill in England und beschrieben durch Cecil Edgar Tilley (1894–1973), der das Mineral wegen seiner Ähnlichkeit mit dem synthetischen Produkt Portlandzement so benannte.
Das Typmaterial des Minerals wird im Natural History Museum in London unter der Katalognummer 1933,307 aufbewahrt.
Da der Portlandit bereits lange vor der Gründung der International Mineralogical Association (IMA) 1958 bekannt und als eigenständige Mineralart anerkannt war, wurde dies von ihrer Commission on New Minerals, Nomenclature and Classification (CNMNC) übernommen und bezeichnet den Portlandit als sogenanntes „grandfathered“ (G) Mineral. Die seit 2021 ebenfalls von der IMA/CNMNC anerkannte Kurzbezeichnung (auch Mineral-Symbol) von Portlandit lautet „Por“.

## Klassifikation
Bereits in der veralteten 8. Auflage der Mineralsystematik nach Strunz gehörte der Portlandit zur Mineralklasse der „Oxide und Hydroxide“ und dort zur Abteilung „Hydroxide“, wo er gemeinsam mit Amakinit, Brucit, Pyrochroit und Theophrastit in der „Brucit-Reihe“  mit der Systemnummer IV/F.03 steht.
Im zuletzt 2018 überarbeiteten Lapis-Mineralienverzeichnis, das sich im Aufbau noch nach der alten Form der Systematik von Karl Hugo Strunz richtet, erhielt das Mineral die System- und Mineralnummer IV/F.03-100. In der Lapis-Systematik entspricht dies der erweiterten Abteilung „Hydroxide und oxidische Hydrate (wasserhaltige Oxide mit Schichtstruktur)“, wo Portlandit zusammen mit Amakinit, Ashoverit, Brucit, Jamborit, Paraotwayit, Pyrochroit, Spertiniit, Sweetit, Theophrastit und Wülfingit die „Brucitreihe“ mit der Systemnummer IV/F.03 bildet.
Die von der International Mineralogical Association (IMA) zuletzt 2009 aktualisierte 9. Auflage der Strunz’schen Mineralsystematik ordnet den Portlandit in die Abteilung „Hydroxide (ohne V oder U)“ ein. Diese ist weiter unterteilt nach der möglichen Anwesenheit von Kristallwasser und der Kristallstruktur, so dass das Mineral entsprechend seiner Zusammensetzung in der Unterabteilung „Hydroxide mit OH, ohne H2O; Lagen kantenverknüpfter Oktaeder“ zu finden ist, wo es zusammen mit Amakinit, Brucit, Fougèrit, Pyrochroit und Theophrastit die „Brucitgruppe“ mit der Systemnummer 4.FE.05 bildet.
In der vorwiegend im englischen Sprachraum gebräuchlichen Systematik der Minerale nach Dana hat Portlandit die System- und Mineralnummer 06.02.01.04. Auch dies entspricht der Klasse der „Oxide und Hydroxide“ und dort der Abteilung „Hydroxide und hydroxyhaltige Oxide“. Hier findet er sich innerhalb der Unterabteilung „Hydroxide und hydroxyhaltige Oxide mit der Formel X2+ (OH)2“ in der „Brucitgruppe (rhomboedrisch: P-3m1)“, in der auch Brucit, Amakinit, Pyrochroit und Theophrastit eingeordnet sind.

## Chemismus
In der idealen Zusammensetzung von Portlandit (Ca(OH)2) besteht das Mineral im Verhältnis aus einem Calcium- und je zwei Sauerstoff- und Wasserstoffionen. Dies entspricht einem Massenanteil (Gewichtsprozent) von 54,09 Gew.-% Ca, 43,19 Gew.-% O und 2,72 Gew.-% H oder in der Oxidform 75,69 Gew.-% Calciumoxid (CaO) und 24,31 Gew.-% H2O.

## Kristallstruktur
Portlandit kristallisiert in der trigonalen Raumgruppe P3m1 (Raumgruppen-Nr. 164) mit den Gitterparametern a = 3,59 Å und c = 4,91 Å sowie einer Formeleinheit pro Elementarzelle.
Die Kristallstruktur von Portlandit besteht aus kantenteilenden Ca(OH)6-Oktaedern, die fortlaufende Schichten senkrecht zur c-Achse [0001] bilden. Diese sind über Wasserstoffbrücken locker miteinander verbunden, was auch die vollkommene Spaltbarkeit parallel der Schichten erklärt.
| Kristallstruktur von Portlandit |
| --- |
| - mit Blickrichtung parallel zur a-Achse - mit Blickrichtung parallel zur b-Achse - mit Blickrichtung parallel zur c-Achse - räumliche Darstellung in der kristallographischen Standardausrichtung - Größerer Ausschnitt der Struktur als „Polyeder-Modell“ - Gleiches Modell, andere Blickrichtung |
| Farblegende: 0 _ Ca 0 _ O 0 _ H |

## Bildung und Fundorte

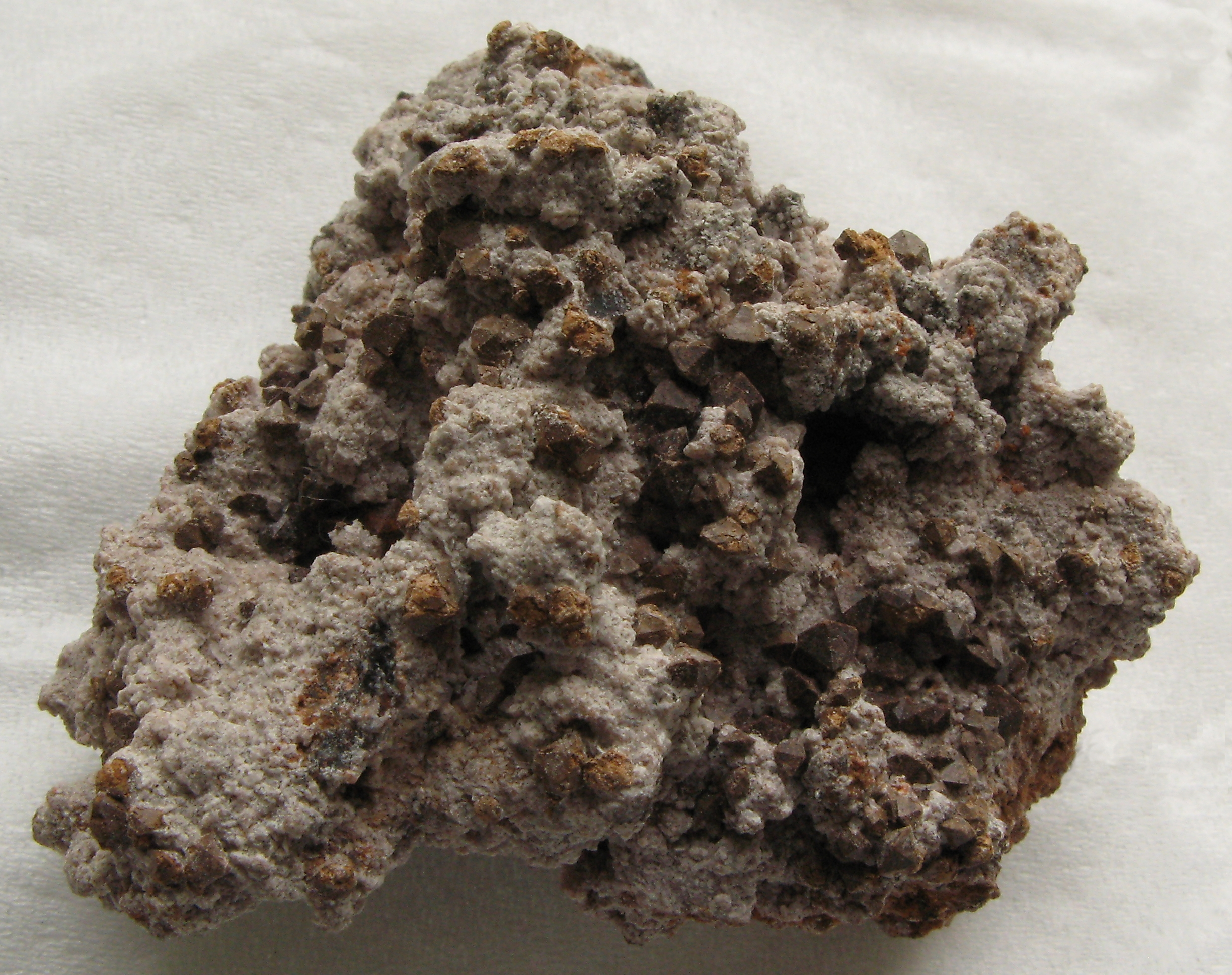
Portlandit (weiß) und Sturmanit (bräunlichgelb) aus der N'Chwaning Mine, Kalahari, Südafrika

Portlandit hat verschiedene Möglichkeiten der natürlichen Entstehung. Als Umwandlungsprodukt aus Calcium-Silikaten in larnit- und spurrithaltigen, kontaktmetamorphen Gesteinen entstand es unter anderem in Scawt Hill in Irland oder an Fumarolen am Vesuv. In Jebel Awq im Oman bildete sich Portlandit durch Abscheidung aus alkalischen Quellen in ultramafischen Gesteinen. In Russland konnte das Mineral in brennenden Kohlehalden bei Tscheljabinsk gefunden werden und in der Hatrurim Formation in Israel sowie im Gebiet von Maqarin am Jarmuk in Jordanien bildete sich Portlandit ebenfalls metamorph in sedimentären Lagerstätten nach Selbstentzündung des enthaltenen Bitumens. Begleitminerale sind je nach Fundort Afwillit, Brownmillerit, Calcit, Ettringit, Halit, Hydrocalumit, Larnit, Fluormayenit, Chlormayenit und Spurrit.
Weitere Fundorte sind unter anderem Australien (Lake Boga); Belgien (Saint-Jean); Deutschland (Zeilberg, Feuerberg, Emmelberg, Bellerberg, Lichtenberg); Frankreich (Boisséjour, Lapanouse-de-Sévérac); Italien (Campomorto, Carpenara); Mexiko (Cerro de la Coronita); Norwegen (Kongsberg); Palästina (Maʿale Adummim); Polen (Dąbrowka Wielka); Rumänien (Cornet Hill); Südafrika (Black Rock, Hotazel, Kuruman); Tunesien (Djebel Sekarna); Ungarn (Kányáspuszta); im Vereinigten Königreich (Carneal) und in den Vereinigten Staaten (Virginia).